# Hala nr 17 MTP
Hala nr 17 (potem także 6a) – nieistniejąca hala wystawiennicza Międzynarodowych Targów Poznańskich, zlokalizowana na terenach targowych, od strony ulicy Śniadeckich. Charakteryzowała się rewolucyjną w skali kraju konstrukcją cięgnową dachu.
Hala powstała w 1961, według projektu Józefa Jędrzejczaka. Konstruktorami byli Antoni Mizera i Władysław Lemański. Był to pierwszy w Polsce obiekt wystawienniczy o cięgnowej konstrukcji dachowej, opartej na słupach nośnych (przyporach żelbetowych) z całkowicie przeszklonymi ścianami bocznymi. Rzut obiektu był prostokątny, a wysokość w najniższym punkcie wiszącego dachu wynosiła 7,30m. Według Piotra Marciniaka autor hali nawiązywał do rozwiązań zastosowanych przez Piera Luigi Nervi, czy Oscara Niemeyera, a także do kwatery głównej ONZ w Nowym Jorku, stworzonej przez Wallace'a Harrisona i Maksa Abramowitza. Podobna konstrukcja została zrealizowana w niemieckim Wuppertalu, na tamtejszym kąpielisku miejskim.
Hala przeznaczona była do eksponowania wyrobów przemysłu ciężkiego, wielkogabarytowych maszyn i urządzeń technicznych. Przeszklone ściany o ruchomej konstrukcji, umożliwiały wjazd i wyjazd tego rodzaju dużych eksponatów. Pawilon nr 17 był znaczącym i nieszablonowym osiągnięciem polskiej myśli architektonicznej doby dojrzałego modernizmu, zrealizowanym mimo skromnych środków i niewielkich możliwości technologicznych. Został rozebrany w początkach XXI wieku w miarę postępującej koncepcji łączenia pawilonów targowych w jednoprzestrzenny system, z którym nie byłby kompatybilny. Obecnie znajduje się w jego miejscu nowy pawilon 6a i częściowo parking.